# Cyberbully
Cyberbully is een tv-film die in première ging op 17 juli 2011 bij het tv-netwerk ABC Family. De film gaat over een tienermeisje dat gepest wordt via het internet. De film is opgenomen in Montreal.

## Spelers
- Emily Osment als Taylor Hillridge
- Kay Panabaker als Samantha Caldone
- Kelly Rowan als Kris Hillridge
- Jon McLaren als Scott Ozsik
- Meaghan Rath als Cheyenne Mortenson
- Jade Hassouné als Caleb
- Nastassia Markiewicz als Lindsay Fordyce
- Robert Naylor als Eric Hillridge
- Caroline Redekopp als Karen Caldone
- Ronda Louis-Jeune als Becca